# Цькування вовка

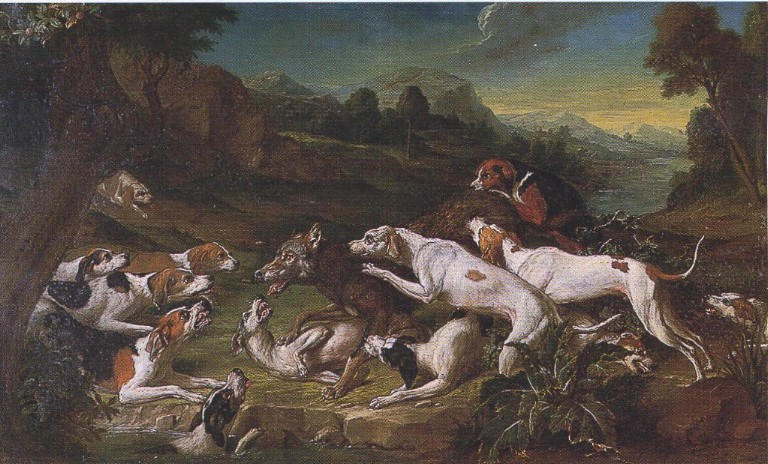
Картина XVIII століття Жерара Райсбрака

Цькування вовка — кривавий вид спорту, який передбачає цькування собак на вовків.
Історично цькування вовків було скоріше в контексті тренування собак для полювання на вовків, ніж у публічних розвагах. Вовків іноді ловили, або в кінці полювання, або в розставлені пастки, і нацьковували на них собак, як правило, для того, щоб допомогти їм подолати страх перед твариною. При тренуванні молодих або недосвідчених собак, вовка нацьковували. Розповіді про те, як вовки реагують на напад собак, різняться, хоча Джон Джеймс Одубон писав, що молоді вовки зазвичай демонструють покірливу поведінку, тоді як старші вовки жорстоко б'ються.
Один із найперших зареєстрованих випадків цькування вовків стався під час однієї з римських громадянських війн. Даки, сподіваючись скористатися поділом Риму, змусили свого вождя Скорліо розпочати наступ. Скорліо вивів на міську площу кількох собак, які відразу почали битися між собою. Однак привезли спійманого вовка, на якого собаки припинили бійку і напали на нього. Цим Скорліо мав намір навчити свій народ, що яку б війну не мала нація всередині себе, вона завжди буде твердо атакувати сторонніх. Однак вовки можуть бути надзвичайно небезпечними противниками для собак, навіть якщо їх чисельність переважає. Французький король Людовик XIII одного разу придбав старого вовка і нацькував на нього своїх найкращих собак одночасно по три. Вовку вдалося вбити дванадцять із них, не отримавши жодних серйозних ушкоджень. Бойові стилі вовків і собак істотно відрізняються; у той час як собаки зазвичай обмежуються нападами на голову, шию та плечі, вовки частіше використовують блоки тіла та атакують кінцівки своїх супротивників. Теодор Рузвельт одного разу писав, що він вважав великого мастифа відповідним вовку, лише якщо останній був молодим або низькорослим техаським вовком, хоча він визнав, що навіть якщо собака була важчою з двох, її зуби та кігті були б дуже важкими. менший, слабший і його шкіра менш міцна.